# Bula Locală

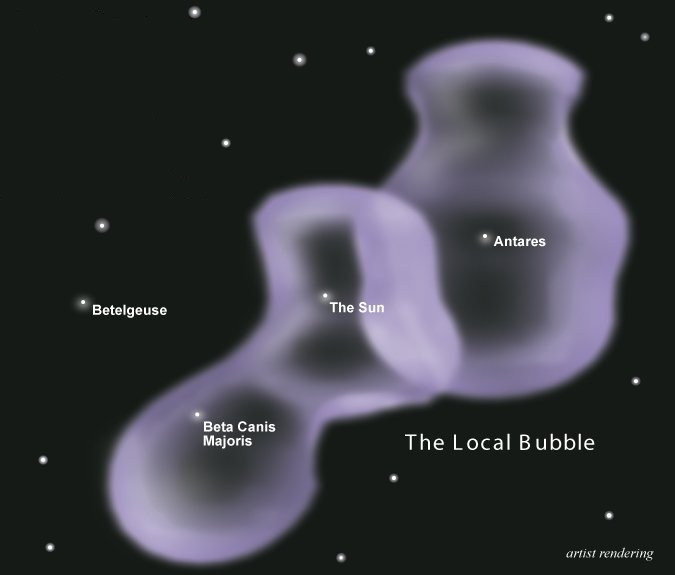
Bula Locală (reprezentare grafică)

Bula Locală este o cavitate în mediul interstelar al brațului Orion din Calea Lactee. Aceasta are cel puțin 300 de ani-lumină și are o densitate a hidrogenului neutru de aproximativ 0,05 atomi pe centimetru cub, sau aproximativ o zecime din media pentru mediul interstelar  din Calea Lactee (0,5 atomi /cm3) și jumătate din cea a norului local interstelar (0,1 atomi /cm3). Gazul fierbinte difuz din Bula Locală emite raze X.
Soarele și Pământul se găsesc la marginea brațului spiral Orion, în Bula Locală. Se consideră că Bula Locală a fost cauzată de explozia unei supernove care a explodat în ultimii zece sau douăzeci de milioane de ani.